# María Manzano Arjona
María Gracia Manzano Arjona (Archidona, gener de 1950) és una filòsofa espanyola, especialista en lògica matemàtica i teoria de models.

## Trajectòria
Manzano es va doctorar l'any 1977 a la Universitat de Barcelona, amb la tesi Sistemes generals de la lògica de Segon ordre, dirigida per l'antropòleg Jesús Mosterín. Va ser professora titular de la Universitat de Barcelona de 1984 al 1995 i professora de lògica i filosofia de la ciència a la Universitat de Salamanca fins al 2002, quan va passar a ser catedràtica.

## Obra
- 1990 – Teoría de modelos. Alianza Editorial. ISBN 84-206-8126-1.[4]
- 1996 – Extensiones de lógica de primer orden. Cambridge Tracts in Theoretical Computer Science 19, Cambridge University Press.[5][6][7]
- 2006 – Lógica para principiantes. Amb Antonia Huertas. Alianza Editorial. ISBN 84-206-4570-2.[8]